# Pala Trivulzio
La Pala Trivulzio (nota anche come Madonna in gloria con i santi Giovanni Battista, Gregorio Magno, Benedetto e Girolamo) è un dipinto tempera a colla su tela (287x214 cm) di Andrea Mantegna, datato 1497 e conservato nella Pinacoteca del Castello Sforzesco a Milano.

## Storia
L'opera, che deve il suo nome alla collezione del principe Luigi Alberico Trivulzio, venne realizzata originariamente per l'altare maggiore della chiesa di Santa Maria in Organo a Verona. Un cartiglio tenuto da uno degli angeli in basso riporta la firma dell'artista ("A. Mantinia pi[nxit]") e la data ("a[nno] gracie 1497:15 / augusti" - giorno della festa della Vergine), che colloca l'opera a un solo anno di distanza dalla Madonna della Vittoria (1496), con la quale presenta molte affinità tecniche, compositive e stilistiche.

## Descrizione e stile
L'opera è impostata secondo una prospettiva scorciata "da sott'in su", cioè con un punto di vista molto ribassato, a causa della posizione elevata che essa aveva sull'altare. La cornice intagliata da fra' Giovanni da Verona, intarsiatore, doveva evidenziare questa veduta privilegiata. Come in Piero della Francesca, il particolare scorcio riguarda i santi e le altre figure accessorie, mentre per la figura sacra della Vergine è usata una normale veduta frontale, che le dà quel tono di fissità ieratica soprannaturale che la fa sembrare un'apparizione.
Maria è raffigurata insolitamente in una mandorla circondata da cherubini (alcuni in carne, alcuni in forma di nube), invece del consueto trono, ma la disposizione sopraelevata rispetto ai santi è in ossequio alle composizioni piramidali in cui si trova al vertice, tipiche delle sacre conversazioni di matrice veneziana di moda a quei tempi. Rappresenta l'Assunta, a cui è dedicata la chiesa. A partire dall'ovale del suo viso, reso con un colorismo nuovo nella produzione di Mantegna, lo schema compositivo sembra dilatarsi a ondate concentriche, che investono la mandorla, il gruppo dei santi e lo sfondo vegetale, paragonato all "risonanza di un'immensa navata".
I santi sono da sinistra:

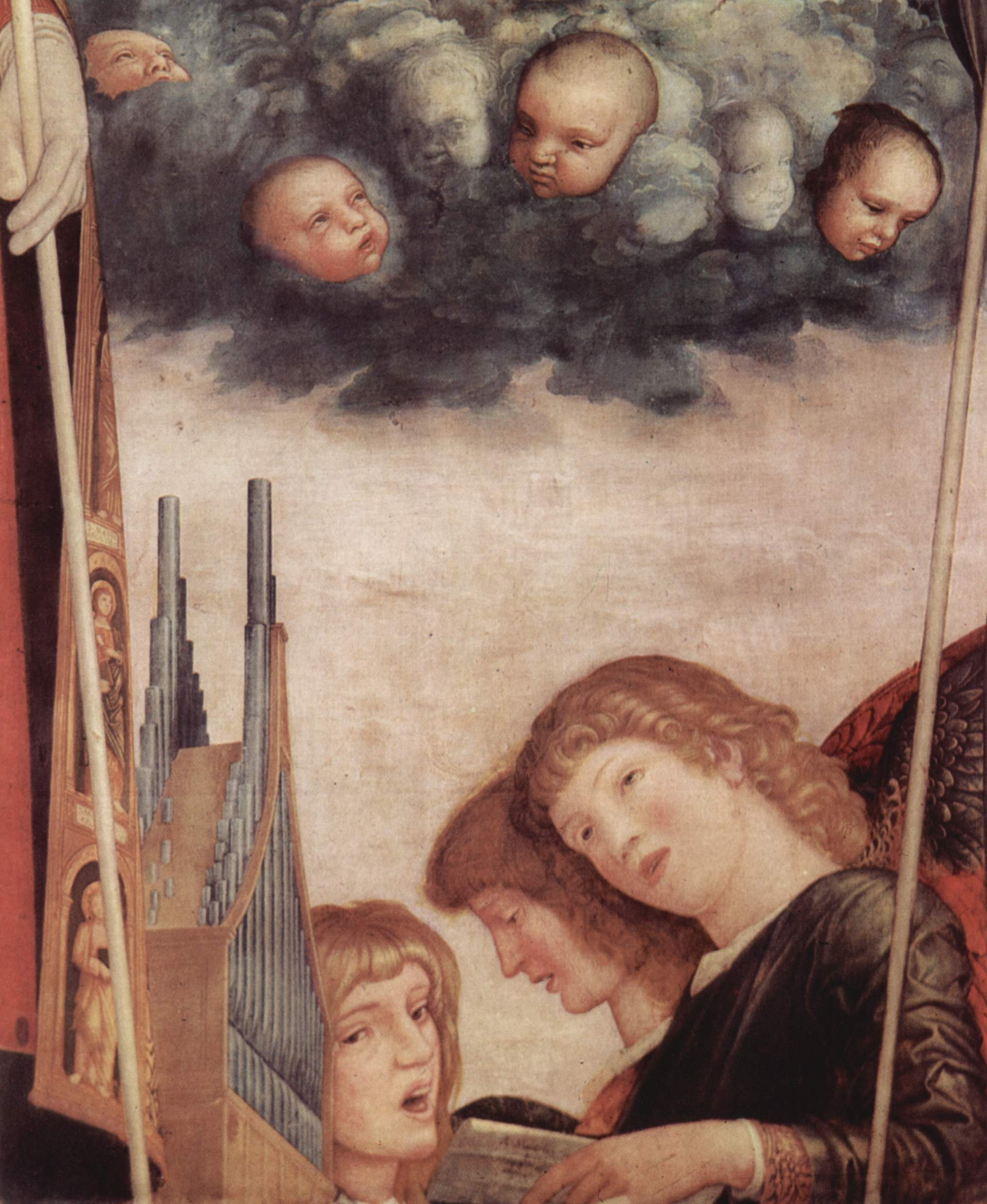
Gli angeli

- San Giovanni Battista nella tipica posizione che indica il Bambino, con il vestito da eremita nel deserto e il lungo bastone con la croce; accanto a lui si trova anche un cartiglio con le sue parole profetiche
- San Gregorio Magno, con la veste papale decorata da ricami figurati, il triregno e il bastone pastorale
- San Benedetto da Norcia, con l'abito olivetano e un pastorale, la cui presenza ricorda che la chiesa veronese era retta da una congregazione dell'Ordine benedettino
- San Girolamo, con il cappello cardinalizio e una mantello rosso sgargiante; tiene nella destra un libro, simbolo della Vulgata e nella sinistra un modellino della chiesa, anche questo scorciato dal basso; la sua espressione è solenne e fiera e tramite lo sguardo che guarda dritto verso lo spettatore arriva a coinvolgerlo direttamente nella rappresentazione.

Le aureole, come nel Cristo in pietà di Copenaghen, sono ormai dei dischi di luce, che scompaiono in trasparenza rivelando lo sfondo retrostante.
In basso si trovano tre angeli cantori e musicanti, di grande dolcezza naturalistica. Curioso è lo scorcio di alcuni di essi che è contrario a quello dei santi, cioè visto dall'alto, generante un vibrante spezzarsi dei piani. L'organo allude all'insegna dei monaci e al nome della chiesa.
Lo sfondo è composto da due quinte vegetali ricche di agrumi e con uccelli che svolazzano; assomiglia a quello della Madonna della Vittoria, pur senza la ridondante nicchia dell'altra opera.
La tecnica si basa su colori stesi una preparazione molto sottile, che lascia qua e là affiorare la consistenza della tela. La splendida luce è evidenziata dal finissimo tratteggio d'oro, che in alcuni punti si può ancora osservare.